# Alexander Johansson (calciatore 2000)
Jonas Alexander Johansson (27 gennaio 2000) è un calciatore svedese, attaccante dell'Helsingborg.

## Carriera
Gran parte della sua carriera giovanile si è sviluppata nel vivaio dell'Halmstad, ad eccezione dei primi passi mossi da bambino nell'Harplinge IK e quando, quindicenne, è approdato al Malmö FF prima di tornare successivamente all'Halmstad.
Nel luglio 2018, l'Halmstad lo ha promosso in prima squadra. In quella stagione ha collezionato la sua prima presenza in Superettan, la seconda serie nazionale, subentrando nel corso dell'ultima giornata. Ha poi ottenuto due presenze sia nel campionato di Superettan 2019 che nell'edizione 2020. Nel 2021, invece, con la squadra neopromossa in Allsvenskan, Johansson ha giocato le sue prime sette partite nella massima serie svedese, anche se poi il torneo è culminato con la retrocessione del club.
Le prime reti in campionato le ha messe a segno durante la stagione 2022, un'annata in cui il ventiduenne Johansson è esploso, avendo segnato 16 reti in 25 partite. Con questo bottino si è laureato vice capocannoniere dell'intera Superettan 2022, contribuendo allo stesso tempo al raggiungimento della promozione in Allsvenskan. Dopo aver iniziato la stagione 2023 alternando presenze da titolare ad altre dalla panchina senza però mai segnare, durante la pausa estiva del campionato ha espresso il desiderio di cambiare squadra per trovare maggiore spazio altrove.
Il 20 giugno 2023 è stato così presentato come un nuovo giocatore del Brommapojkarna, altra squadra militante nell'Allsvenskan 2023.
Dopo aver iniziato l'Allsvenskan 2024 con la maglia del Brommapojkarna senza però mai trovare un posto da titolare, a stagione in corso è stato girato in prestito al Varberg, formazione impegnata nel campionato di Superettan. Con 5 reti in 10 presenze ha contribuito a salvare la squadra dalla retrocessione. Prima dell'inizio del campionato 2025 è stato nuovamente ceduto in prestito, sempre in seconda serie, all'Utsiktens BK, con cui ha segnato 5 gol in 13 partite.
Il prestito all'Utsikten si è interrotto ufficialmente il 13 luglio 2025, quando il Brommapojkarna, titolare del cartellino, lo ha ceduto a titolo definitivo all'Helsingborg. Anche a seguito di questo trasferimento, quindi, Johansson ha continuato a giocare in Superettan.

## Palmarès

### Club

#### Competizioni nazionali
- Superettan: 1

Halmstad: 2020